# Вейн-Драгер (шмак)
«Вейн-Драгер» (от нидерл. wijndrager, нем. weinträger — виночерпий) — шмак Балтийского флота Российской империи. Находился в составе флота с 1726 года по большей части использовался для грузовых перевозок по Финскому заливу, один раз садился на мель.

## Описание судна
Парусный шмак с деревянным корпусом.
Как и большинство вспомогательных судов своего времени шмак имел ярко выраженное иностранное происхождение и был назван в соответствии со своим функциональным назначением. Первоначально судно предназначалось для перевозки большого количества вина, входившего в рацион личного состава армии и флота, а «Вейн-Драгер» — это транслитерация на русский немецкого (нем. weinträger) или голландского (нидерл. wijndrager) выражения, буквально означавших «разносчик вина», «носитель вина», «виноносец», «виночерпий» или «перевозчик вина». Был одним из двух парусных судов в истории Российского императорского флота, носившим такое наименование. Также в составе Балтийского флота нёс службу одноимённый буер, а затем бомбардирский корабль 1704 года постройки.

## История службы
Шмак «Вейн-Драгер» был заложен на стапеле Олонецкой верфи и после спуска на воду в мае 1726 года вошёл в состав Балтийского флота России. Строительство шмака вёл кораблестроитель В. Фогель.
В кампании с 1726 по 1731 год состоял на грузовых перевозках между портами Финского залива, при этом в октябре 1731 года недалеко от Ревеля сел на мель, однако позже был снят и вновь введён в строй.
В кампании 1732 и 1733 годов вновь использовался в качестве грузового судна на перевозках между портами Финского залива.

## Командиры шмака
Командирами шмака «Вейн-Драгер» в составе Российского флота в разное время служили:
- шкипер Овчинников (1730 год)[1][5].